# Matic Török
Matic Török (* 26. Juli 2003 in Kranj) ist ein slowenischer Eishockeyspieler, der seit 2019 bei KooKoo in der finnischen Liiga unter Vertrag steht.

## Karriere
Matic Török begann seine Karriere in den Nachwuchsmannschaften des slowenischen Clubs HD mladi Jesenice. 2019 wechselte er zu KooKoo nach Finnland. In der Spielzeit 2021/22 debütierte er für das Team aus Kouvola in der Liiga, der höchsten finnischen Spielklasse. Seit 2023 ist er dort Stammspieler. Zusätzlich absolvierte er 2020/21 auf Leihbasis drei Spiele für den HDD Jesenice in der slowenischen Liga.

### International
Für Slowenien nahm Török im Juniorenbereich an der U18-Weltmeisterschaft der Division I 2019 sowie den U20-Junioren-Weltmeisterschaften der Division I 2020, 2022 und 2023, als er zum besten Spieler seiner Mannschaft gewählt wurde, teil.
Im Seniorenbereich stand er erstmals bei der Weltmeisterschaft der Division I 2024 im Aufgebot seines Landes, als der Aufstieg in die Top-Division gelang. Zudem vertrat er seine Farben beim Qualifikationsturnier für die Olympischen Winterspiele in Mailand 2026.

## Erfolge und Auszeichnungen
- 2022 Aufstieg in die Division I, Gruppe A, bei der U20-Weltmeisterschaft der Division I, Gruppe B
- 2024 Aufstieg in die Top-Division bei der Weltmeisterschaft der Division I, Gruppe A